# Boletopsis nothofagi
Boletopsis nothofagi (лат.) — вид грибов рода Boletopsis, входящего в семейство Банкеровые порядка Телефоровые (Thelephorales).

## Описание
Boletopsis nothofagi являются грибами семейства Bankeraceae из отдела базидиомицетов. Имеют серые ножки у собственно корпуса гриба. Растут группами. Как и другие виды рода Boletopsis, имеют пористый гимений. В то же время отличаются от других видов более вытянутыми спорами и своей зелёной окраской. Boletopsis nothofagi является эндемиком Новой Зеландии. В местах своего распространения он образует микоризу с деревьями вида Нотофагус (Nothofagus fusca). Время созревания грибов пока не установлено, однако обнаружен учёными этот вид был осенью.
Впервые Boletopsis nothofagi был описан Джерри Купером и Патриком Леонардом в 2012 году и на основании исследования ДНК отнесён к роду Boletopsis. Является автохтонным видом для Новой Зеландии, произраставшим здесь ещё до появления европейцев. Boletopsis nothofagi считается крайне редким, хотя этот вид ещё и не внесён в Красную книгу.

## Распространение

Распространение B. nothofagi в Новой Зеландии.

Грибы вида Boletopsis nothofagi встречаются лишь на двух небольших участках, расположенных на обоих крупных островах Новой Зеландии — и Северном, и Южном. Один из этих участков находится на юге острова Северный, близ столицы страны Веллингтона, на территории национального парка Лесной парк Румитака (Rimutaka Forest Park), второй — на севере Южного острова, близ Сент-Арно. Оба эти участка лежат на значительном расстоянии друг от друга, при этом нигде более на территории Новой Зеландии грибы этого вида не произрастают. Boletopsis nothofagi являются самым южным из видов рода Boletopsis, ближайшие его родственники встречаются в странах Азии, а также в Коста-Рике.